# Pieve di San Giovanni Battista (Pieve di Cerreto)
La pieve di San Giovanni Battista a Cerreto è una chiesa che si trova nella frazione di Cerreto, comune di Borgo a Mozzano (Provincia di Lucca).

## Storia
La pieve è menzionata la prima volta in un documento del 995 con il titolo "Domini et Salvatoris et S. Fridiani et S. J. Baptiste" ed aveva la giurisdizione su un vasto territorio.
Nell´"Estimo" del 1260 la pieve, elencata senza che ne fosse spedificato il titolo, aveva sotto di sé appena cinque chiese e un oratorio, mentre molti dei suoi territori erano passati sotto la Pieve di Diecimo che si andava irrobustendo sempre di più. Nel 1294 il rettore e i fedeli di Diecimo già rivendicavano il fonte battesimale dalla pieve di Cerreto. Negli anni seguenti la pieve è descritta come trascurata e isolata, pur continuando s svolgere le sue funzioni.
Alla fine del XVI secolo la sua dignità pievana passò alla sottostante chiesa dell'abitato di Cerreto, che ne ereditò titolo e dedicazione.
La facciata e l´impianto si collocano tra la fine dell´XI e l'inizio del XII secolo, per la tipologia decorativa, per la presenza dell'arco nel campanile (come si vede nella vicina S. Lorenzo in Corte di Brancoli), e per la forma e lavorazione delle pietre di calcare bianco. L'abside e il campanile hanno comunque rifacimenti posteriori.

## Descrizione
La chiesa ha una facciata a capanna spoglia, con un solo portone ed una monofora sopra di esso.
Il campanile ha un arcone sotto cui passava una mulattiera. Sopra troviamo una monofora e, ancora più in alto, una bifora, motivi che sono visibili anche posteriormente. La torre è coronata da una ben conservata merlatura. Posteriormente l'abside semicircolare siu presenta con una fila di archetti ciechi in alto, tre monofore sopra cui troviamo il motivo del nastro senza fine, che simboleggia la fede incrollabile.
Nell´interno, ad unica navata, si conserva il semplice fonte battesimale esagonale, mentre l´arredo è stato quasi integralmente trasferito nella sottostante chiesa di Cerreto, compresa l'importante Madonna in trono con Bambino, recentemente riconosciuta a Francesco di Valdambrino.

## Altre immagini

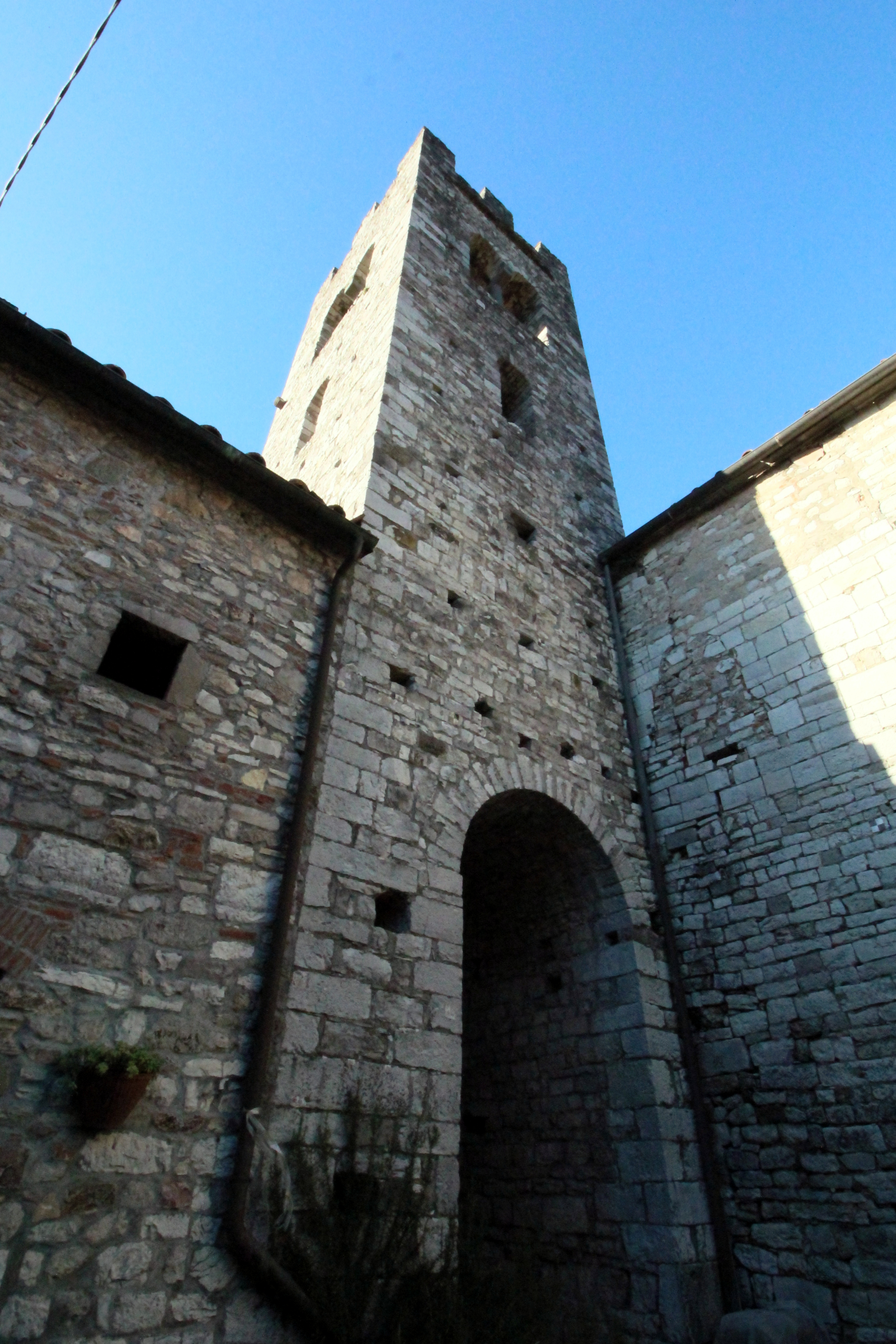
Arcone del campanile
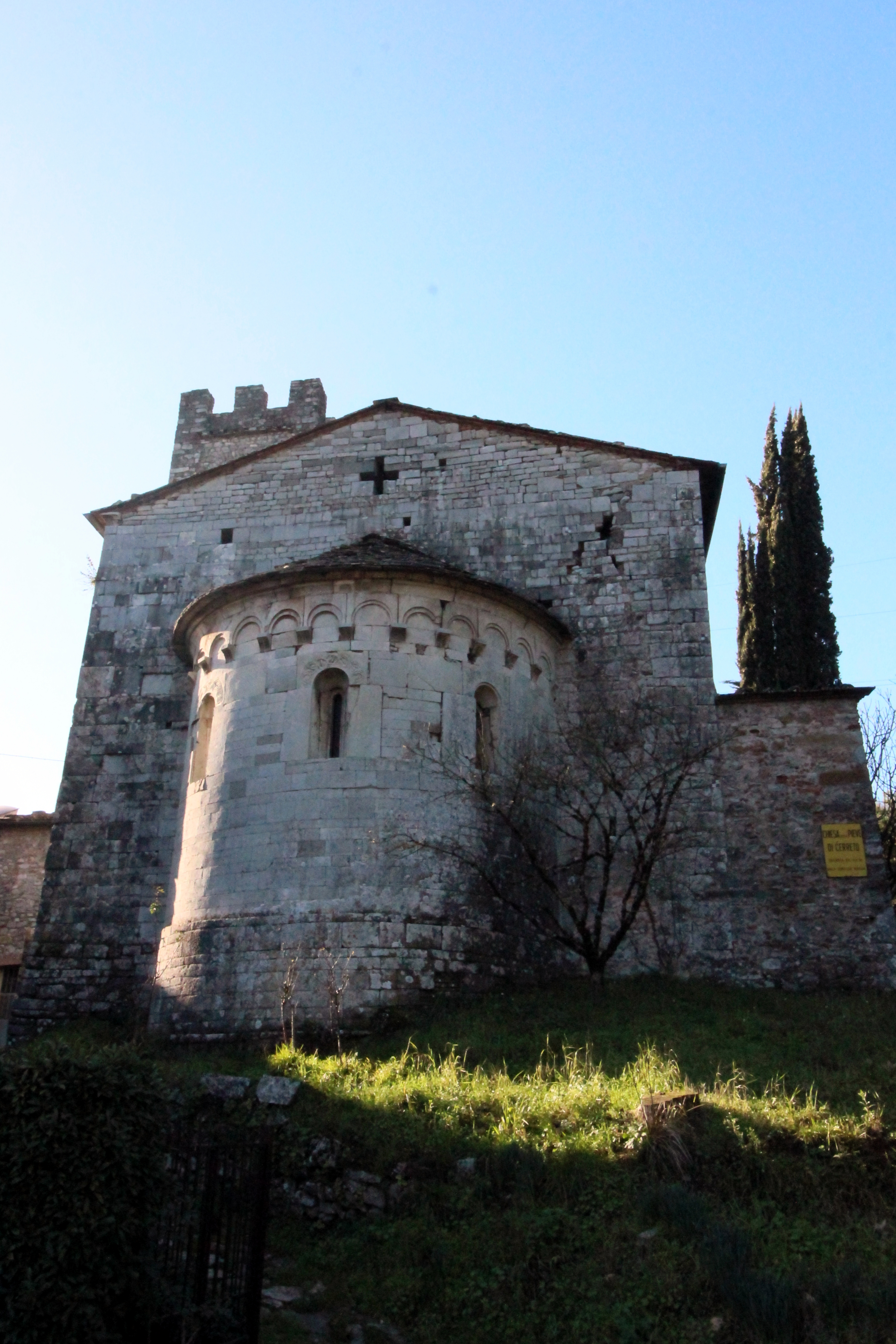
Abside